# Пенсільванський вугільний басейн
Пенсильванський вугільний басейн — антрацитовий басейн у США.

## Характеристика
Чотири родовища. Площа 45 тис. км². Запаси 17.5 млрд т.

## Технологія розробки
Вугілля видобувається відкритим та підземним способами — 4 млн т за рік.